# Sant'Eligio nella bottega di un orefice
Sant'Eligio nella bottega di un orefice (o, più appropriatamente, Dal gioielliere) è un dipinto olio su tavola (98x85 cm) di Petrus Christus, datato 1449 e conservato nel Metropolitan Museum di New York.

## Descrizione e stile
Il dipinto ritrare una quotidiana situazione professionale e mostra un gioielliere all'opera nella sua bottega. Secondo il critico d'arte olandese Hugo van der Velden si tratterebbe del famoso orafo Willem van Vleuten che all'epoca viveva a Bruges e lavorava alla corte di Filippo il Buono. Sul bordo del banco si trovano incise la firma dell'artista e la data.
Una coppia di fidanzati sta scegliendo l'anello nuziale e il maestro sta soppesando alcuni esemplari per definirne il prezzo. Come di consueto nell'arte fiamminga, grandissima attenzione è data ai dettagli ed al "lustro" specifico dei vari materiali, cioè come essi rifrangono la luce. In alto brillano ad esempio alcuni vasi e caraffe d'argento, mentre a destra si trova una vera e propria natura morta sul tavolino dell'orefice, con una borsetta esotica, un filo di perle di corallo e cristallo di rocca, due contenitori di tessuto nero pieni di gemme, un corallo rosso, un cofanetto con porta-anelli in avorio, un gruppo di spille appese, un recipiente lavorato.
Sul banco dell'orefice si vedono una cinghia rossa, gli strumenti del mestiere e alcuni gruzzoletti di monete, dai riflessi brillanti. 

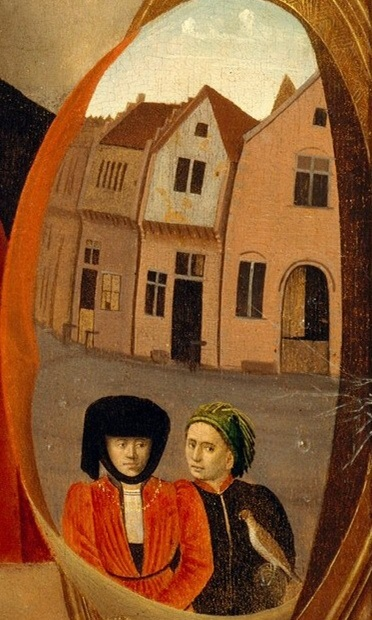
Particolare dello specchio in basso a destra

Nell'angolo in basso a destra si trova uno specchio convesso, che permette di vedere cosa accade fuori dalla porta della bottega: due uomini elegantemente vestiti stanno osservando la scena dall'esterno, sullo sfondo di una via fiamminga dell'epoca. L'uomo dal copricapo verde ha sul braccio sinistro un falcone, simbolo di fierezza ma anche di cupidigia. L'uccello stabilisce un'analogia tra la morale imperfetta dello spettatore e il mondo di virtù e laboriosità rappresentato dall'orefice.
A causa di un'aureola aggiunta in epoche successive attorno al capo del gioielliere, a lungo si è ritenuto che il protagonista del dipinto fosse sant'Eligio, protettore degli orefici. L'aureola è stata rimossa nel 1994, in occasione della mostra Petrus Christus: Maestro del Rinascimento di Bruges tenutasi al Metropolitan Museum di New York.

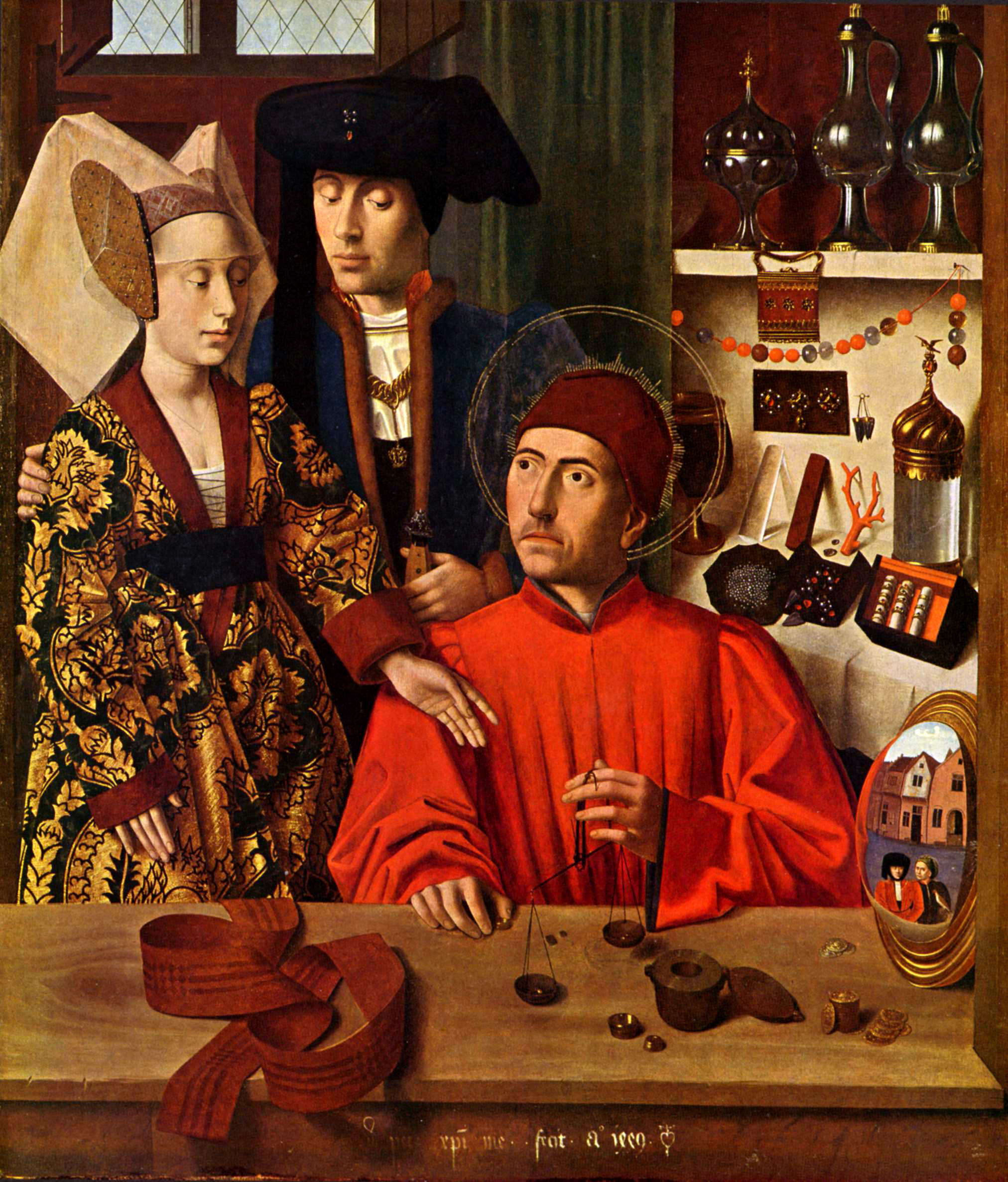
L'opera come si presentava prima della rimozione dell'aureola attorno al capo del gioielliere